# الاعتراف القانوني بالعلاقات المثلية في كرواتيا
تعترف كرواتيا بشراكات الحياة (بالكرواتية: životno partnerstvo) للشركاء المثليين من خلال «قانون شراكة الحياة»، مما يجعل الشركاء المثليين متساووين مع الأزواج المغايرين في كل شيء ما عدا التبني. ومع ذلك، فإن القانون يوفر للشركاء المثليين مؤسسة مشابهة لتبني أحد الشريكين للطفل البيولوجي للشريك الآخر تسمى «الوصاية على طفل الشريك». كما يعترف القانون بالعلاقات المثلية غير المسجلة ويحددها كشركاء حياة غير رسميين، مما يجعلها مساوية لشراكات الحياة المسجلة بعد المساكنة لمدة لا تقل عن 3 سنوات. واعترفت كرواتيا لأول مرة بالشركاء المثليين في عام 2003 من خلال قانون بشأن المساكنة ابمثلية غير المسجلة التي استعيض عنها بقانون شراكة الحياة. مرر البرلمان الكرواتي القانون الجديد في 15 تموز عام 2014، ودخل حيز التنفيذ على مرحلتين (5 أغسطس 2014 و1 سبتمبر 2014). منذ استفتاء عام 2013، أصبح دستور كرواتيا يحد الزواج إلى الأزواج المغايرين.

## المساكنة غير المسجلة
في عام 2003، بعد عام واحد من أول مسيرة فخر للمثليين في كرواتيا، تمكن الائتلاف الحاكم آنذاك المؤلف من أحزاب يسارية في الغالب، من تمرير قانون حول المساكنة المثلية. في البداية، تم التخطيط للقانون الذي سيعترف بالشراكات المسجلة مع معظم الحقوق التي يتمتع بها الأزواج المغايرون، لكن «حزب الفلاحين الكرواتي اليميني» الذي كان الجناح اليميني الوحيد في الائتلاف هدد بمغادرة الحكومة إذا ما أصروا على ذلك القانون، لذلك كان لا بد من التوصل إلى حل وسط من أجل إنقاذ الحكومة. يمنح القانون الشركاء المثليين الذين يتساكنون لمدة ثلاث سنوات على الأقل حقوقًا مماثلة لما يتمتع به الشركاء المتساكنون المغايرون غير المتزوجين من حيث الميراث والدعم المالي، ولكن ليس الحق في التبني أو أي حق آخر متضمن في قانون الأسرة لأن هذا القانون لم يكن جزءا منه، ولكن تم إنشاء قانون منفصل. لم يُسمح بتسجيل هذه العلاقة ولم تشمل الحقوق المتعلقة بالضرائب أو الممتلكات المشتركة أو التأمين الصحي أو المعاشات التقاعدية، وغيرها.

## الشراكة المسجلة
في أوائل عام 2005، رفض البرلمان الكرواتي مشروع قانون الشراكات المسجلة المقدم من قبل النائبين شيمي لوتشن (عن الحزب الديمقراطي الاجتماعي الكرواتي) والمستقل إيفو باناك. دعت لوسيا تشيكش وهي عضوة في الاتحاد الديمقراطي الكرواتي الحاكم إلى إسقاط الاقتراح، لأن «الكون كله مغاير، من الذرة وأصغر الجسيمات، من الذبابة إلى الفيل». واعترض عضو آخر من أعضاء الحزب الديمقراطي الكرواتي على أساس أن «85% من السكان يعتبرون أنفسهم كاثوليكيين والكنيسة هي ضد المساواة بين المثليين جنسيا والمغايرين جنسيا». ومع ذلك، رفض المهنيون الطبيين، ووسائل الإعلام في المعارضة بشكل عام هذه التصريحات، مذكرة من أن جميع أعضاء البرلمان الكرواتي لديهم واجب التصويت وفقا للدستور الذي يحظر التمييز على أساس التوجه الجنسي.

### قانون شراكة الحياة
في 11 أيار/مايو 2012، أعلن رئيس الوزراء الكرواتي زوران ميلانوفيتش عن توسيع إضافي لحقوق اشركاء المثليين. في هذه المرحلة، لم يكن معروفًا أي من المصطلحات المعروفة مثل الاتحاد المدني أو الشراكة المسجلة سيتم استخدامها، ولكن من المؤكد أن قانون الأسرة الكرواتي لن يتم تعديله لهذا الغرض، بل سيتناول قانون جديد هذا الأمر، مما يعني أن مصطلح الزواج لن يتم استخدامه.
في اليوم الدولي لمكافحة رهاب المثلية، رهاب ازدواجية التوجه الجنسي ورهاب التحول الجنسي في عام 2012، اجتمعت مجموعات حقوق المثليين مع وزير الشؤون الإدارية أرسين باوك الذي أعلن عن المزيد من التغييرات في القوانين القائمة التي من شأنها توسيع حقوق المثليين، بالإضافة إلى قانون جديد ينظم الشراكات المثلية. كان اسم القانون في هذه المرحلة غير معروف، لكن أحد القوانين المقترحة كان قانون شراكة الحياة (بالكرواتية: Zakon o životnom partnerstvu). كما قال الوزير باوك إنه يؤمن بقوة بالمساواة، وأنه لا ينبغي لأي سياسي أن يقدم تنازلات بشأنها، في إشارة إلى العديد من تصريحات السياسيين الذين يدعمون المساواة الكاملة، ولكنهم مستعدون لتقديم تنازلات لأن المجتمع قد لا يكون مستعدًا لإجراء بعض التغييرات. قال ماركو يورشيتش من فخر زغرب إنهم يكرهون فكرة أن تسمى هذه الشراكة «مثلية» ويفضلون مصطلح «شراكة الحياة»، وهو مفتوح لجميع الأجناس، لكن تم رفض ذلك. ظل فخر زغرب مؤيدًا قويًا لقانون شراكة الحياة، وشارك في صياغة مشروع القانون ضمن مجموعة العمل الحكومية وقاد الحملة المسماة «حان الوقت لشراكات الحياة».
واجتمعت وزارة الإدارة والفريق العامل المسؤول عن إنشاء القانون لأول مرة في 6 أيلول/سبتمبر 2012، مع توقع تقديم القانون إلى البرلمان الكرواتي في وقت ما من عام 2013. في 16 تشرين الثاني/نوفمبر 2012، أكد رئيس مجموعة العمل ياغودا بوتيتشكي أن الشركاء المثليين سيكونون قادرين على تسجيل علاقاتهم في مكاتب التسجيل، مثل الأزواج المغايرين، لكن القانون لن يشمل الأزواج المغايرين. وقالت إن المجموعة كانت في صدد إنشاء قائمة بالحقوق بمساعدة العديد من الوزارات الحكومية. وقد أعربت جمعيات المثليين «إيسكورك» و«كونترا» عن ارتياحها لحقيقة أن التسجيل في مكاتب التسجيل سيكون ممكنا، لكن أعربوا في الوقت نفسه عن خيبة أملهم من استبعاد الشركاء المثليين من قانون الأسرة، وبذلك أصبح من الممكن أن يشمل القانون حقوقا أقل مما كان متوقعا نتيجة للتجارة السياسية والتنازلات. وهذا من شأنه أن يؤثر بشكل خاص على العائلات المثلية التي لديها أطفال، لأنها أكثر المجالات إثارة للجدل بالنسبة لمعارضي القانون.
في 2 أغسطس 2013، أكد وزير الشؤون الإدارية أرسين باوك مرة أخرى أن اسم القانون سيكون قانون شراكة الحياة، وأن تسجيل شراكات الحياة سيكون مطابقًا للزواج، وأن القانون يجب أن يجعل اشركاء المثليين متساويين مع الشركاء المغايرين، بصرف النظر عن التبني. ومع ذلك، قال أنه يجري النظر في تبني أحد الشركاء للطفل البيولوجي للشريك الآخر. دعم أعضاء البرلمان عن حزب الشعب الكرواتي - الديمقراطيون الليبراليون التبني الكامل. وأعلن عن المناقشة العامة حول القانون في سبتمبر من ذلك العام، طرح القانون أمام البرلمان بنهايته.
في 4 نوفمبر 2013، تم نشر المسودة الأولى للقانون. وقد جعل المشروع شركاء الحياة مساويا للأزواج المغايرين في جميع المناطق باستثناء التبني. ومع ذلك، قد يأخذ شريك الحياة لأحد الوالدين مسؤولية جزئية، في بعض الحالات، مسؤولية أبوية كاملة عن الطفل. كما يمكّن القانون شريك الحياة لأحد الوالدين من أن يصبح شريكًا وصيًا. الوصاية على طفل الشريك تساوي تبني أحد الشريكين للطفل البيولوجي للشريك الآخر، على الرغم من أنه لا يوفر وضع الأبوة أو الأمومة على شريك حياة والد الطفل. على الرغم من أن هذه المسودة لم تكن جزءًا من قانون الأسرة الكرواتي، إلا أنها أشارت إليها، وعرفت الشركاء المثليين كعائلة. كما حظر مشروع القانون أي تمييز حالي أو مستقبلي، ويجب أن يشمل أي تغيير في قانون الأسرة فيما يتعلق بالزواج شراكات الحياة كذلك:
في 12 ديسمبر 2013، أقرت الحكومة مشروع القانون المقترح. في 29 يناير 2014، وافقت اللجنة البرلمانية لحقوق الإنسان وحقوق الأقليات الوطنية على قانون شراكة الحياة، في تصويت 6 أعضاء لصالح وعضوين ضد (الذين كانوا أيضا أعضاء في حزب الشعب الكرواتي - الديمقراطيون الليبراليون). وقبل هذا القرار بخمسة أيام، قبلت لجنة المساواة بين الجنسين القانون أيضًا. كان القرار بالإجماع، لكن أعضاء حزب الشعب الكرواتي - الديمقراطيون الليبراليون كانوا غائبين. وتبع هذا النمط كل لجنة برلمانية أخرى كان عليها قبول مشروع القانون. تم تقديم مشروع القانون أمام البرلمان في 27 فبراير 2014، وخلال المناقشة العامة تم تقديم اقتراحات حول كيفية تحسين القانون، مع قبول البعض منها. أقرت الحكومة الاقتراح النهائي في 24 يونيو 2014. أقر مشروع القانون قراءته الثانية في 10 يوليو 2014. وافق البرلمان على قانون الشراكة في الحياة في قراءته النهائية في 15 يوليو 2014 بأغلبية 89 صوتًا لصالح مقابل 16 ضد (89-16). نُشر في الجريدة الرسمية في 28 يوليو 2014، ودخل حيز التنفيذ بعد 8 أيام (أي 5 أغسطس 2014)، باستثناء الجزء المتعلق بالمسئولية الأبوية التي دخلت حيز التنفيذ في 1 سبتمبر 2014.
في سبتمبر/أيلول 2017، رفضت الحكومة الكرواتية اقتراحا، كان من شأنها تغيير قانون الأسرة الكرواتي لمنح الشركاء فرصة الحصول على إعانات الرعاية الاجتماعية، لأنها شملت فقط المتزوجين وليس شركاء الحياة. تم سحب المسودة في النهاية بعد احتجاج المنظمات والناشطين.أخبرت سانيا باريتش، الأستاذة في جامعة رييكا، جريدة «البلقان إنسايت» أنه إذا كان مثل هذا التعريف الضيق للأسرة قد تم تأسيسه في القانون، فربما كان من شأن مراجعة دستورية أن تلغيه. واستشهدت بأحكام متعددة للمحكمة الأوروبية لحقوق الإنسان التي حددت الأسرة بأنها تضم آباء وأمهات منفردين مع أطفال والشركاء المثليين والمثليات وأجداد مع أحفاد، من بين أنواع أخرى من العائلات. في نوفمبر 2017، شملت وزارة الديموغرافيا والأسرة والشباب والسياسة الاجتماعية شركاء الحياة في التعداد. في 20 فبراير 2015، أفيد أن شراكة الحياة الأولى حيث كان كلا الشريكين مواطنين أجنبين قد وقعت في أوسييك بين امرأتين مقدونيتين. كانت هذه أول شراكة حياة في تلك المدينة وأيضاً شراكة الحياة الأربعين في كرواتيا.

#### الشركاء والشراكات الأجنبية
وفقا للمادتين 73 و 74 و 75 من قانون الشراكة الحياة، يتم الاعتراف بزواج المثليين والشراكات المثلية التي يتم عقدها في الخارج كشراكات الحياة في كرواتيا (الاتحاد الأوروبي وغير الاتحاد الأوروبي). وهذا يشمل أيضًا الاعتراف بالعلاقات المثلية غير المسجلة حيث يتساكن الشريكان لمدة لا تقل عن 3 سنوات كشراكات حياة غير رسمية. وعلاوة على ذلك، يمكن للشركاء الذين يكون أحدهم على الأقل من مواطني الاتحاد الأوروبي أن يدخلوا شراكات في الحياة في كرواتيا، حتى إذا لم يعترف بلدهم قانونيا بالعلاقات المثلية. إذا قرروا الانتقال إلى بلد آخر في الاتحاد الأوروبي يعترف بالشراكات الجنسية المثلية أو زواج المثليين، فسيتم الاعتراف بشراكة الحياة وفقًا لتشريعات ذلك البلد، مع احترام حق مواطني الاتحاد الأوروبي وأفراد أسرهم في التنقل والإقامة بحرية داخل أراضي الدول الأعضاء. يمكن للشركاء، حيث يكون كلا الشريكين مواطنين في بلد من خارج الاتحاد الأوروبي/المنطقة الاقتصادية الأوروبية، الدخول في شراكات الحياة في كرواتيا. ووفقاً لخبراء القانون، يجعل هذا «قانون شراكة الحياة» أحد أكثر قوانين الشراكة المثلية ليبرالية في أوروبا.

#### إحصائيات
سجلت أول شراكة حياة في زغرب في 5 أيلول/سبتمبر 2014. وأفادت التقارير أن الشريكين كانا رجلين. كان وزير الإدارة أرسن باوك كان حاضرا أيضا، وقدم شركاء الحياة بربطتي عنق كهدية من الدولة الكرواتية. تم عقد شراكة الحياة الثانية في سبليت في 18 سبتمبر 2014.
في منتصف كانون الأول/ديسمبر 2014، أظهرت المعلومات الصادرة أن ما بين 30 و 40 شراكة حياة قد تمت في البلاد منذ أيلول/ سبتمبر 2014. تم عقد 22 في زغرب، 3 في رييكا، 2 في سبليت و 2 في روفين ووقع الآخرون في بازين، أوباتيا، مقاطعة كوبريفنيكا-كريزفتسي وما إلى ذلك. في معظم الشراكات، كان كل الشركاء من المواطنين الكروات، ولكن هناك بعض الشراكات حيث كان واحدا من الشركاء من مواطني دولة أخرى، مثل المملكة المتحدة، النمسا، سلوفينيا، اليابان، إيطاليا، صربيا والبوسنة والهرسك. وفي الوقت الذي تم فيه إصدار هذه المعلومات، لم تجر أي شراكة حيث كان كلا الشريكين مواطنين أجانب، لكن أحد الشريكين الذين سجلوا شراكتهما في الخارج قدم طلبًا رسميًا في مدينة كارلوفاتش ليتم الاعتراف بشراكتهم في كرواتيا.
في آذار/مارس 2015، أفيد بأن 50 شراكة حياة (27 شراكة بين رجلين و 23 شراكة بين امرأتين) جرت بين 5 سبتمبر 2014 و 23 مارس 2015. 32 في زغرب (18 شراكة بين رجلين و 14 شراكة بين امرأتين)، 4 في رييكا (3 شراكة بين امرأتين وشراكة واحدة بين رجلين)، 3 في سبليت (3 شراكات بين رجلين)، 2 في روفين (شراكاتان اثنان بين رجلين وشراكة واحدة بين امرأتين)، 2 في كاستاف (شراكتان اثنتان بين امرأتين)، 2 في أوسييك (شراكتان اثنتان بين امرأتين)، و 1 في كل من المدن التالية: دوبروفنيك (شراكة واحدة بين رجلين)، كوبريفنيكا (شراكة واحدة بين امرأتين)، أوباتيا (شراكة واحدة بين امرأتين)، بازان (شراكة بين امرأتين) وبولا (شراكة واحدة بين رجلين). وكان 26 شراكة حيث كان كلا الشريكين مواطنين كرواتيين، 22 شراكة حيث كان أحد الشركاء مواطناً أجنبياً وشراكتان اثنتان حيث كان كلا الشريكين مواطنين أجانب.
في أيار/مايو 2015، أكدت تقارير رسمية أن 70 شراكة حياة قد تمت في كرواتيا، (كانت 40 منها بين الشركاء المثليين من الذكور و 30 منها بين الشريكات المثليات من الإناث). وأجريت 45 من شراكات الحياة في زغرب، و 5 في رييكا، و 3 في كل من الأماكن التالية: كاستاف، أوسييك، غوفيني وسبليت، و 1 في كل دوبروفنيك، كوبريفنيكا، أوباتيا، باكراتس، بزين، فوكوفار، زادار وبولا. كان هناك أيضا إنهاء واحد لشراكة الحياة في زغرب. بحلول 15 يوليو 2015، أي بعد مرور عام واحد على إقرار البرلمان للقانون، ارتفع هذا العدد إلى 80.
ووفقاً لوزارة الإدارة، تم الاحتفال بـ 72 شراكة حياة في عام 2015 وحده. كانت 38 منها بين الشركاء المثليين من الذكور و 34 منها بين الشريكات المثليات من الإناث. وأجريت 47 منهم في مدينة زغرب، 7 في مقاطعة بريموريه-غورسكي كوتار، و 4 في كل من مقاطعة أوسييك-برانيا، مقاطعة استريا ومقاطعة سبليت دالماتيا، و 2 في مقاطعة فرازدين، و 1 في كل من مقاطعة دوبروفنيك-نيريتفا، مقاطعة فوكوفار-سيرميا، مقاطعة شيبينيك-كنين ومقاطعة كرابينا زاغوريه. وفي 47 حالة، كان كلا الشريكين مواطنين كرواتيين، وفي 22 حالة، كان أحد الشركاء من الأجانب وفي 3 حالات كان كلا الشريكين من الرعايا الأجانب.
من سبتمبر 2014 حتى نهاية عام 2015، أجريت 108 شراكة حياة في كرواتيا. كانت 57 منها بين الشركاء المثليين من الذكور و 51 منها بين الشريكات المثليات من الإناث.
في الأشهر الستة الأولى من عام 2016، أُجريت 35 شراكة (كانت 19 منها بين الشركاء المثليين من الذكور و 16 منها بين الشريكات المثليات من الإناث)، مما رفع العدد إلى 143 منذ أن تم تقنينها في عام 2014. كان هناك زيادة في عدد الأزواج حيث كان كلا الشريكين من الرعايا الأجانب، 14 منهم، مقارنة ب 3 في الفترة 2014-2015. من بين 35 من شراكات الحياة في الستة أشهر الأولى من عام 2016، أجريت 20 منها في زغرب، و 3 في رييكا، و 2 في فرازدين، و 1 في كل من لودبريغ، إيفانسكا، نوفا راتشا، أوباتيا، نوفا غراديسكا، أوسييك، بوريك، اوماج، روفينج، وبوجي. في 23 سبتمبر 2016، أفادت التقارير أن أول شراكة حياة بين سجينين في كرواتيا وقعت. أقيم الحفل في مدينة غوسبيتش.
في 12 يناير 2017، أفيد بأن 66 شراكة حياة قد تمت في عام 2016، ليصبح العدد الإجمالي 174 شراكة منذ أن تم تقنينها. ومن بين هؤلاء،
كانت 35 منها بين الشركاء المثليين من الذكور و 31 منها بين الشريكات المثليات من الإناث. وأجريت 39 شراكة حياة في زغرب، تليها 8 في مقاطعة استريا، و 6 في مقاطعة بريموريه-غورسكي كوتار، و 3 في مقاطعة فرازدين، و 2 في كل من مقاطعة سبليت-دالماتيا، ومقاطعة أوسييك-بارانيا، ومقاطعة بيلوفار-بيلوغورا، و 1 في كل من مقاطعة برود-بوسافينا، مقاطعة ليكا-سينج، مقاطعة فوكوفار-سريمِم، مقاطعة شيبينيك-كنين. بلغ عدد شراكات الحياة مع شريك واحد كمواطن أجنبي 24 شراكة، وكان عددها 6 مع كلا الشريكين من الرعايا الأجانب.
في أكتوبر 2018، أفيد بأن 262 شراكة حياة قد تمت في كرواتيا من وقت تشريعها حتى يونيو 2018. كل مقاطعة في كرواتيا لديها شراكة واحدة على الأقل في الحياة؛ 162 في مدينة زغرب، 27 في مقاطعة استريا، 25 في مقاطعة بريموريه-غورسكي كوتار، 11 في مقاطعة سبليت دالماتيا، و 6 في مقاطعة أوسييك-برانيا ومقاطعة فرازدين، 4 في مقاطعة دوبروفنيك-نيريتفا ومقاطعة فوكوفار-سريم، 2 في مقاطعة بيلوفار بيلوغورا، مقاطعة برود-بوسافينا، ومقاطعة شيبينيك-كنين، وواحدة في مقاطعة كارلوفاك، مقاطعة كوبريفنيكا-كريزفتشي، مقاطعة كرابينا-زاغوريي، مقاطعة ليكا-سين، مقاطعة سيساك-موسلافينا، ومقاطعة زادار.

## زواج المثليين
أعرب العديد من الأحزاب السياسية والسياسيين عن دعمهم لزواج المثليين في كرواتيا. أبرزها نواب من الحزب الديمقراطي الاجتماعي في كرواتيا، حزب الشعب الكرواتي - الديمقراطيون الليبراليون، الحزب الاجتماعي الليبرالي الكرواتي، القائمة الخضراء وحزب العمال وكذلك فيسنا بوسيتش وميريلا هولي والرئيس الكرواتي السابق إيفو يوسيبوفيتش. في مايو 2013، جمعت مجموعة مبادرة مدنية محافظة «باسم العائلة» أكثر من 700,000 توقيع لاستفتاء، والذي من شأنه أن يحدد الزواج دستوريًا بأنه «اتحاد بين امرأة ورجل». كانوا بحاجة إلى ما لا يقل عن 450,000 توقيع، تمثل 10% من الناخبين المسجلين. لم توافق الحكومة على الاستفتاء المحتمل، متهمة الكنيسة بأنها القوة الرئيسية وراء المبادرة. كان للكنيسة الكاثوليكية دور كبير في جمع التوقيعات حيث كان العديد من المتطوعين متجمعين أمام الكنائس. وقالت الحكومة أيضا أن هذا الاستفتاء في الواقع غير دستوري. كانت المبادرة قد قسمت المجتمع الكرواتي، وفتحت الكثير من الأسئلة التي لم يتم النظر فيها حتى الآن، مثل إصلاح قانون الاستفتاءات. ووفقاً للقانون الحالي، فإن المشاركة ليست شرطًا لنجاح أي استفتاء، وبالتالي تتمكن أقلية من الناخبين من تغيير الدستور. الزواج الذي يعرف بأنه اتحاد بين امرأة ورجل لا يمنع الحكومة من توسيع الحقوق الشركاء المثليين، وتحقيق المساواة في علاقاتهم مع الزواج، مما يثير أسئلة حول الغرض من الاستفتاء. وفقاً لاستطلاع شمل 1300 شخص، أيد 55.3% منهم هذه المبادرة، ولم يؤيد 31.1% هذه المبادرة. ومع ذلك، قرر ما يقرب من 40% عدم المشاركة في الاستفتاء. أدان الرئيس الكرواتي إيفو يوسيبوفيتش الاستفتاء.
صوت البرلمان لصالح عدم تقديم اقتراح الاستفتاء أمام المحكمة الدستورية. ومع ذلك، بعد أن حدد البرلمان موعد الاستفتاء ، يحق لكل مواطن كرواتي أن يفعل ذلك. وقد حدث ذلك، وقامت ثلاث منظمات غير حكومية (زغرب برايد، مركز الشجاعة المدنية، منظمة كرول) بعرض القضية على المحكمة. وحكمت المحكمة الدستورية ضدهم، وذكرت أنه لا يوجد أساس قانوني لحظر الاستفتاء. ومع ذلك، كانت المحكمة واضحة في القول أنه إذا كان المواطنون يؤيدون تعريف الزواج على أنه اتحاد بين امرأة ورجل لإدراجه في الدستور، يجب ألا يكون لذلك أي تأثير سلبي على القوانين المستقبلية المتعلقة بالشركاء المثليين، أو غير المتزوجين من الشركاء المغايرين. صوتت رئيسة الوزراء السابقة المحافظة، التي كانت في السابق عضوة في حزب الاتحاد الديمقراطي ذو التوجه اليميني، ولكنها أصبحت عضوة مستقلة في البرلمان، يادرانكا كوسور لصالح تقديم الاقتراح أمام المحكمة الدستورية وصوتت ضد التغيير الدستوري المقترح. لم يتوافق هذا البيان مع وجهات نظرها السابقة حول المثلية الجنسية وزواج المثليين. كانت معروفة بمعارضتها لتوسع حقوق الشركاء المثليين في الماضي، وتم اختيارها ك«أكثر السياسيين المعادين للمثليين» في عام 2010 بعد أن ذكرت أن المثلية الجنسية ليست طبيعية، وأن زواج المثليين يجب ألا يكون قانونيًا أبدًا. ومع ذلك، فهي تدعم «قانون شراكة الحياة.»
كان هناك الكثير من المعارضة لاجراء الاستفتاء في كرواتيا، مع تبرع بعض وسائل الإعلام، مثل صحيفة يومية قائمة يوتارني، بالفضاء الإعلاني لجميع المنظمات والمواطنين الذين شعروا بالتهديد من الاستفتاء. وبصرف النظر عن الشخصيات العامة المعروفة التي كانت علانية ضد الاستفتاء، عارضت الجالية اليهودية في زغرب والكنيسة اللوثرية وهما منظمتان دينيتان الاستفتاء علناً. قام بعض الفنانين الكروات الأكثر شعبية بمن فيهم سيفيرينو ، «فرقة تي بي اف»، «فرقة لات 3» بتنظيم حفلة تجمع فيها آلاف من الناس لدعم زواج المثليين في ميدان زغرب الرئيسي. نظّم علماء النفس وعلماء النفس الكروات التماسًا لدعم زواج المثليين. في 30 نوفمبر 2013، قبل الاستفتاء بيوم واحد، قام حوالي ألف شخص بمسيرة في مدينة زغرب لدعم زواج المثليين. اقيمت مسيرات الدعم أيضا في بولا، سبليت ورييكا سار فيها مئات من الناس.
تم إجراء الاستفتاء في 1 ديسمبر 2013. وصوت 65,87% لصالح التغيير الدستوري، وصوت 33.51% ضده. كانت نسبة المشاركة منخفضة، حيث شارك 37.9% فقط من الأشخاص. ومع ذلك، لم تصوت جميع المقاطعات لصالح التعديل. وصوتت مقاطعة «استريا» ومقاطعة «بريموريه غورسكي كوتار» بنسبة 58.23% و 53.30% ضده على التوالي. عندما تعلق الأمر بالمدن الكبرى، صوتت رييكا بنسبة 59.27% ضد، وصوّتت بولا بنسبة 63.64% ضد. صوتت معظم المدن في هاتين المقاطعتين ضد، مع تصدر مدينة لابين لأكبر نسبة ب70.97% ضد. عندما يتعلق بالمدن خارج هذه المقاطعتين، صوتت فاراجدين وتشاكوفيتش أيضا ضد بنسب 56.94% و 58.95% على التوالي. صوتت زغرب بنسبة 55.90% لصالح الاستفتاء و 43.50% ضده؛ مع كون باقي الاصوات غير صالحة.
في أعقاب الاستفتاء، بدأت الحكومة الكرواتية بدعم من بعض أحزاب المعارضة العمل على إدخال تغييرات على الدستور وعملية الاستفتاء. من شأن القسم الذي يشير إلى الاستفتاءات أن يحدد بوضوح الأسئلة التي يمكن أو لا يمكن إخضاعها للاستفتاء. علاوة على ذلك، إذا أراد المواطنون تغيير الدستور ، يجب أن يكون الإقبال أكثر من 50%. تتطلب التغييرات الدستورية حاليًا دعمًا من ثلثي أعضاء البرلمان. ثم اقترح الرئيس الكرواتي إيفو يوسيبوفيتش أن يحمي الدستور أيضًا أشكالًا أخرى للحياة الأسرية خارج إطار الزواج لتحقيق التوازن بين الظلم الناشئ عن الاستفتاء على الزواج، لكن تم رفض اقتراحه. في مايو 2018، أطلق الحزب الديمقراطي الاجتماعي مبادرة لتعديل الدستور لمنع الاستفتاءات المصممة «للحد من الحقوق والحريات المدنية الأساسية».
وفي عام 2018، صادقت الحكومة الكرواتية في تصويت 110 صوتا لصالح مقابل 30 صوتا ضد (110-30) على اتفاقية منع ومكافحة العنف ضد المرأة والعنف المنزلي (المعروفة أيضا باسم اتفاقية إسطنبول). تهدف الاتفاقية إلى حماية حقوق المرأة ضد العنف المنزلي وحماية ضحايا العنف المنزلي وملاحقة الجناة. عارضت الجماعات اليمينية والكنيسة الكاثوليكية التصديق، معتقدين خطأ أنه سيضفي الشرعية على زواج المثليين.

## الأبوة والأمومة للمثليين
يعتبر التبني المشترك للشركاء المثليين في كرواتيا غير قانوني، ولكن يُسمح للشخص العازب بغض النظر عن توجهه الجنسي بالتبني. ومع ذلك، فإن قانون الشراكة في الحياة يعترف بمؤسسة مماثلة لتبني أحد الشريكين للطفل البيولوجي للشريك الآخر تسمى «الوصاية على طفل الشريك».
يمكن لشريك حياة الوالد البيولوجي لطفل أو أطفال شريكه أن يكسب مسؤوليات أبوية على أساس مؤقت أو دائم. خلال شراكة الحياة، يمكن لأحد الوالدين أو والدي الطفل أو الأطفال أن يعهد مؤقتا إلى شريك الحياة الذي ليس الوالد البيولوجي بحقوق الوالدين. في حالة استمرار هذه الحقوق لأكثر من 30 يومًا، يجب أن يكون القرار معتمدًا لدى المحامي. في هذه الحالة ، طالما أن حقوق الوالدين، يجب على الوالد/الوالدين وشريك الحياة أن يتفقا على القرارات المهمة لرفاه الطفل/الأطفال. في حالة إلغاء شراكة الحياة، يمكن للشريك الذي ليس الوالد البيولوجي الحفاظ على العلاقة الشخصية مع الطفل أو الأطفال، إذا قررت المحكمة أنه في مصلحتهم. الوصاية على طفل الوصاية هي مؤسسة تم إنشاؤها بموجب قانون شراكة الحياة التي تمكن شريك الحياة الذي هو ليس الوالد البيولوجي من الحصول على حقوق الأبوة الدائمة، وهو مماثل لتبني أحد الشريكين للطفل البيولوجي للشريك الآخر. يمكن إنشاء مثل هذه العلاقة بين شريك الحياة غير الوالد والطفل تحت شرطين؛ إذا توفي الوالد البيولوجي للطفل أو الأطفال، بشرط أن يكون الوالد البيولوجي الآخر قد توفي أيضاً، أو تم منعه من حقوقه الأبوية بسبب سوء معاملة الطفل. بالتناوب، إذا كان أحد الوالدين- شريكًا حيًا، ولكن الوالد الثاني غير معروف ، أو متوفى، أو حقوقه الأبوية قد تم إنهاؤها، فإن شريك الحياة الذي ليس الوالد البيولوجي يمكن أن يصبح شريكًا وصيًا إذا قررت المحكمة ذلك. كل من شركاء الحياة الرسميين وغير الرسميين مؤهلون للوصاية على طفل الشريك. يتلقى الوصي الشريك المسؤولية الأبوية الكاملة كما هو الحال مع تبني أحد الشركاء للطفل البيولوجي للشريك الآخر. ويتم تسجيله في شهادة ميلاد الطفل بصفته ولي أمره. الوصاية على طفل الشريك هي علاقة دائمة بين الأقرباء مع جميع الحقوق والمسؤوليات والتأثيرات القانونية مثلها مثل حقوق الوالد والطفل. يسمح للشخص العازب بغض النظر عن التوجه الجنسي بالتبني. في 13 يوليو 2015، أفيد عن منح أول حالة من الوصاية على طفل الشريك.
في يوليو/تموز 2014، أقرت الحكومة قانون شراكة الحياة مع تصويت أغلبية النواب في البرلمان الكرواتي لصالحه. ولأول مرة في كرواتيا، جعل هذا الشركاء المثليين غير المتزوجين مساويا للأزواج المغايرين، بما ذلك في التبني. اعتبر البعض هذا خطوة أولى نحو حقوق التبني الكاملة، على الرغم من أن قانون شراكة الحياة ليس جزءًا من قانون الأسرة الكرواتي. المحامية سانيا بيزبراديكا جيلافيتش والأستاذة في جامعة ريييكا سانيا باريتش أشارتا إلى أن المحكمة الأوروبية لحقوق الإنسان لا يقترح أنه يجب على الشركاء المثليين أن يكونوا متساووين في الحقوق مع الأزواج المغايرين المتزوجين، لكن هذا يشير إلى أنه يجب أن يكونوا مساويين مع الأزواج غير المتزوجين. وأشاروا إلى قضية X وأخرون ضد النمسا التي قررت فيها المحكمة أن الشريك في اتحاد مثلي له الحق في تبني طفله البيولوجي أو شريكها كما كان ذلك ممكنا للأزواج المغايرين غير المتزوجين. وأشاروا إلى أن اتباع هذا القرار والمنطق هو مجرد مسألة وقت حتى يُسمح للشركاء المثليين بالتبني بشكل كامل في كرواتيا. هناك خياران ممكنان؛ يمكن طرح هذا السؤال أمام المحكمة الدستورية في كرواتيا، وإذا ثبت أن ذلك غير ناجح، فإن الخطوة التالية ستكون المحكمة الأوروبية لحقوق الإنسان، وهو القرار الذي سيكون إلزامياً لكرواتيا. قال وزير الإدارة آرسن باوك إن الحكومة ليس لديها نية لتغيير قانون الشراكة في الحياة في هذه المرحلة، وستترك هذا السؤال للمناقشات البرلمانية المقبلة.

### تاريخ
وفي مايو/أيار 2012، أعرب نائب رئيس الوزراء ووزيرة سياسة الرعاية الاجتماعية والشباب ميلانكا أوباش عن دعمها للأبوة والأمومة للمثليين وقالت إن على كرواتيا أن تتقدم إلى درجة ومقبولة، ولكن ليس فقط بعد أن يؤدي الوضع الحالي إلى التمييز ضد الأطفال من تلك الأسر وذكر أن هذا هو السبب الرئيسي لاتخاذ منهج تدرجي فيما يتعلق بحقوق المثليين. غير أن بعض المنظمات غير الحكومية لم ترحب ببياناتها وذكروا أن هناك بالفعل أطفال في كرواتيا يعيشون في عائلات مثلية وأن تلك الأسر يائسة لإيجاد حلول قانونية لمشاكلهم اليومية؛ لذلك لا ينبغي لها أن تكرس سياسات تمييزية، بل تساعد في إيجاد حلول مقبولة ومكافحة للتمييز.
لطالما كانت فيسنا بوسيتش مؤيدة لأبوة وأمومة المثليين. في يوليو 2012، أعرب وزير الحرب المحاربين القدامى وعضو الحزب الديمقراطي الاشتراكي بردراغ ماتيتش أيضا عن تأييده للتبني وقال إن المجتمع لا ينبغي أن يتعثر في تحقيق حقوق متساوية بسبب الضغط القادم من الدوائر اليمينية والراديكالية. واعتبرت هذه خطوة رئيسية باعتبار أن رابطات المحاربين القدامى ترتبط عادة بالسياسات اليمينية. قال وزير الاقتصاد إيفان فردولجاك إنه ينبغي السماح بالتبني وأعرب عن أمله في أن تقوم الحكومة بتقديمه بحلول نهاية ولايتها التي تنتهي في عام 2015.
في مايو/أيار 2017، أفيد بأن زوجين من الرجال في شراكة حياة رفعا دعوى أمام المحكمة الدستورية بعد منعهما من الوصول إلى سجل التبني، استناداً إلى حقيقة أن القانون الكرواتي لا يوفر شراكات حياة مع حقوق التبني الكاملة. في السابق، كان الزوجان قد أكملوا بنجاح دورة إعداد الآباء المحتملين للتبني. وعلى الرغم من كرواتيا لاتعطي حقوق التبني الكامل للشركاء في شراكات الحياة، ذكر الشريكان، ومحاميتهما، سانيا بيزبارديكا يلافيتش، أن قانون شراكة الحياة وقانون الأسرة يذكر على وجه التحديد أن الشركاء في شراكات الحياة يجب أن تكون لهم حقوق مساوية للأزواج المغايرين. علاوة على ذلك، ينص قانون شراكات الحياة أن أي قضايا تتعلق بالأطفال لم يتم تحديدها من قبل مؤسسة الوصاية على طفل الشريك سيتم التعامل معها من خلال قانون الأسرة، مما يجعل هذه القضية تمييزية. وأكد الشريكان ومحاميتهما أيضا أنهما في حالة صدور حكم غير مرضي، سيعرضان قضيتهما أمام المحكمة الأوروبية لحقوق الإنسان، مستشهدين بقضايا مماثلة سابقة انتهت بحكم إيجابي. في 12 مايو 2017، لا تزال القضية قيد النظر.

## الرأي العام
وجد برنامج يوروباروميتر لعام 2015 أن 37% من الكروات يعتقدون أنه يجب السماح بزواج المثليين في جميع أنحاء أوروبا. وجد استطلاع أجراه مركز بيو للأبحاث في الفترة 2015-2016 أن 31% من الكرواتيين يؤيدون زواج المثليين، بينما عارضه 64%.